# Cadillac Escala
Cadillac Escala — концепт-кар, представленный в 2016 году подразделением Cadillac компании General Motors.

## Описание
Впервые Cadillac Escala был анонсирован 15 августа 2016 года. Его название, объявленное за день до публичного дебюта, происходит от испанского слова, обозначающего масштаб. Это относится к Escala, базирующейся на удлинённой версии платформы Omega, которая примерно на шесть дюймов длиннее Cadillac CT6. 18 августа 2016 года автомобиль был представлен на коктейльной вечеринке в Кармеле, где присутствовали президент Cadillac Йохан де Нисшен, вице-президент GM по глобальному дизайну Майкл Симко и исполнительный директор Cadillac по глобальному дизайну Эндрю Смит, а также несколько других руководителей. Несмотря на то, что производство не было официально подтверждено, Крис де Ниссхен описал Escala, как  «потенциальное дополнение к существующему продуктовому плану» в пресс-релизе. Также планировалось производство купеобразной версии Cadillac CT8, однако оно было отменено.

## Технические характеристики
Cadillac Escala оснащён 4,2-литровым двигателем V8 (Cadillac Blackwing V8) с двойным турбонаддувом и двойным верхним распредвалом мощностью 500 л. с. В двигателе применяется система деактивации цилиндров General Motors Active Fuel Management, позволяющая двигателю работать на четырех цилиндрах для лучшей топливной эффективности. Автомобиль разделяет платформу Omega с CT6, хотя и увеличенную на 4,7 дюйма, что даёт автомобилю дополнительные 6,5 дюйма в общей длине по сравнению с последним.